# Psorospermum membranaceum
Psorospermum membranaceum är en johannesörtsväxtart som beskrevs av Charles Henry Wright. Psorospermum membranaceum ingår i släktet Psorospermum och familjen johannesörtsväxter. Inga underarter finns listade i Catalogue of Life.